# Волк-Карачевский, Василий Никодимович
Василий Никодимович Волк-Карачевский (26 апреля (8 мая) 1834 — 24 февраля (8 марта) 1893) — общественный деятель, публицист, переводчик. Отец Василия Волк-Карачевского.

## Биография
Родом из Черниговщины, по специальности врач. Друг А. Я. Кониского. Принадлежал к Киевской старой громаде, участвовал в киевских общественных делах. Его помещение было местом собраний для частных изложений Антоновича, для празднования шевченковских годовщин и др. Сотрудник журналов «Основа», «Правда» и других украиноязычных изданий. Автор публицистических статей, исторического исследования «Канів і його коротка історія» (1899). Поместил в серии «Руська історична бібліотека», основанной А. Г. Барвинским, переводы работ Н. Костомарова, Д. Иловайского, Н. Дашкевича, В. Антоновича. Отдельным изданием вышел его перевод книги Дж. Кеннана «Сибір» (1893). Воспоминания Волк-Карачевского опубликовала «Киевская старина» (1901). Его сын Василий был депутатом Государственной думы II созыва от Черниговской губернии.